# Kalk (dryckeskärl)

Kalk av silver, förgylld kupa med holk med tre stenar, band och blomornamentik.

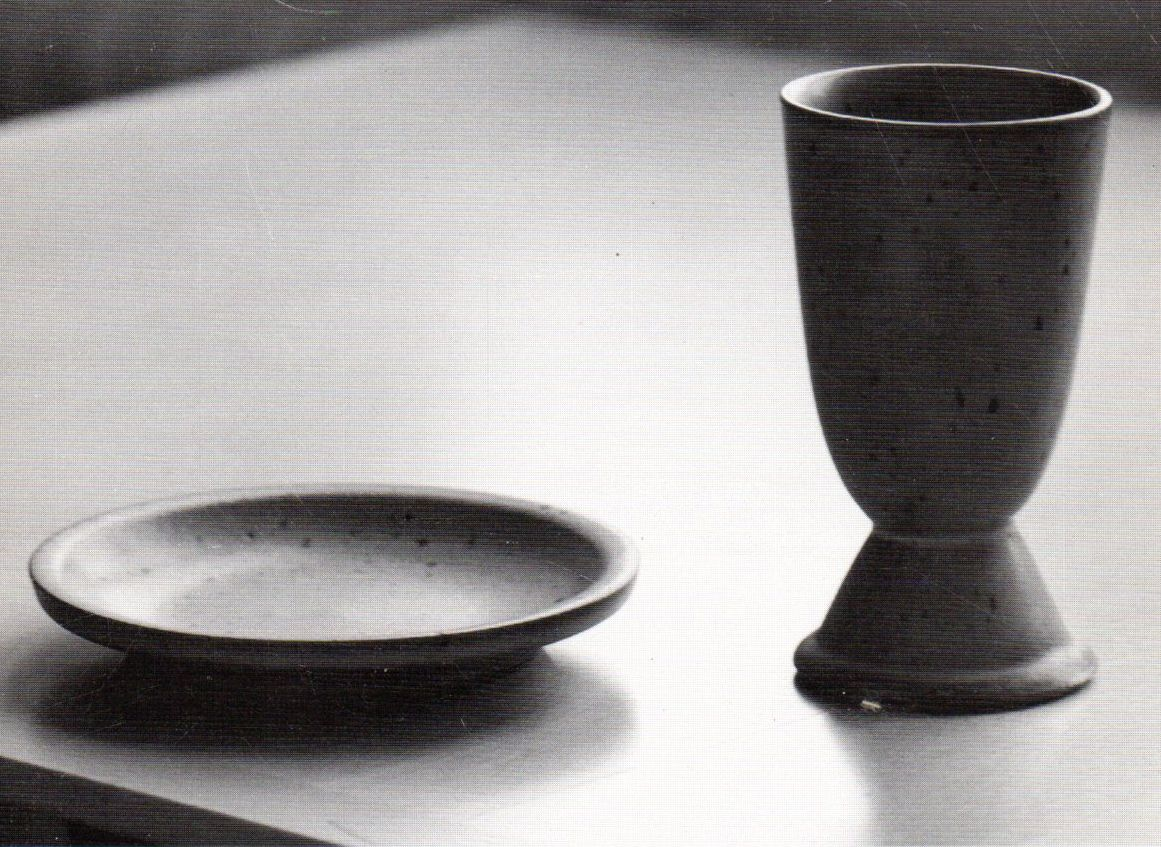
Kalk och paten, keramik.

Kalk (från latinets calix 'skål', 'bägare') är ett dryckeskärl, främst syftande på ett liturgiskt kärl för nattvardsvin.
Nattvardskalken, calix, är det viktigaste föremålet bland nattvardskärlen. En kalk består av en fot, en nod (nodus) och en skål, en s.k. cuppa. De flesta kalkar har även ett skaft mellan fot och cuppa. Foten är oftast rund eller sexpassformad med en vertikal kant.  Kalken är ofta dekorerad med gravyr, driven och ornamentik. Den kan vara hamrad, stämpelornerad och försedd med ädla stenar, emaljdekor och symboliska figurer. Cuppans insida hos kalkar i silver är ofta förgylld för att skydda silvret mot det sura vinet.
Under 300-talet började nattvardsvinet undanhållas församlingen, något som slutligen bekräftades vid Fjärde Laterankonciliet 1215. Kalken som tidigare varit låg, vid och rymlig blev nu mindre, och på 500-talet fick kalken få en rik utsmyckning med förgyllning, emaljer, ädelstenar med mera. Dekoren nådde sin höjdpunkt under gotiken – under renässansen blev nattvardskalken åter enklare. Kalkens utseende har varietat under århundraden enligt gällande stilriktningar.  Kalken är i regel tillverkad av ädelmetal, silver eller guld, tenn eller mässningmen numera finns även kalkar av keramik, speciellt för bruk i vardagsmässor och i mindre kapell.
I protestantiska kyrkor där församlingen började få mottaga även nattvardsvinet gjordes cuppan under 1500-talet större. Enmanskalkar eller särkalkar avsedda endast för en person har även brukats i modern tid och brukar i många protestantiska kyrkor. 
Kalk kan dock även avse andra bägare på fot, bland annat brännvinskalkar eller i vissa trakter brukade ölkalkar.